# Hartville (Missouri)
Hartville ist eine City und gleichzeitig County Seat in Wright County, Missouri, Vereinigte Staaten. Laut Volkszählung im Jahr 2020 hatte sie eine Einwohnerzahl von 594.

## Geschichte
Ein Postamt mit dem Namen Hartville ist seit 1842 in Betrieb. Der Namensgeber ist Isaac Hart, ein Pioniersiedler.
Die Stadt wurde während der Schlacht am Hartville im Jahr 1863 zerstört.
Ein Wirbelsturm zerstörte im Jahr 1959 den größten Teil des Geschäftsviertels. Es gab keine schweren Verletzungen: ein Warnalarm hatte geklungen und die Anwohner suchten Schutz.

## Geografie
Hartville liegt an einer Abzweigung des Gasconade River. Die Stadt hat eine Fläche von 1,72 km², und 0,03 km², oder 0,02 Prozent, ist Wasser.

## Einwohnerentwicklung

### Census 2010
Laut Volkszählung im Jahr 2010 lebten 613 Personen in 232 Haushalten und 133 Familien in der Stadt. Die Bevölkerungsdichte war 364,1 Einwohner je km2. Es gab 305 Wohneinheiten. Die Bevölkerung bestand zu 97,9 Prozent aus Weißen, 0,5 Prozent aus Afroamerikanern, 0,3 Prozent aus Indianern, 0,3 Prozent aus Asiaten, und 1,0 Prozent aus multiethnischen Amerikanern (zwei oder mehr races). Hispanic oder Latino waren 2,0 Prozent der Bevölkerung.
Es gab 232 Haushalte; 31,5 % Prozent hatten Kinder unter 18 Jahren, 37,5 Prozent waren zusammenlebende Ehepaare, 14,7 Prozent hatten eine weibliche Hauseigentümerin ohne Ehemann, 5,2 Prozent hatten einen männlich Hauseigentümer ohne Ehefrau, und 42,7 Prozent waren nicht Familien. 18,9 Prozent der Haushalte bestanden aus alleinlebenden Personen im Alter von 65 Jahren oder darüber. Die durchschnittliche Zahl von Personen in einem Haushalt war 2,34 und die durchschnittliche Zahl von Personen in einer Familie war 3,17.
Das mediane Alter war 38,5 Jahre. 26,3 Prozent der Einwohner waren unter 18 Jahren; 8,6 Prozent waren zwischen 18 und 24 Jahren; 21 Prozent waren zwischen 25 und 44 Jahren; 22,4 Prozent waren zwischen 45 und 64 Jahren; und 21,7 Prozent waren 65 Jahre oder älter. Die Einwohner waren zu 48,6 Prozent männlich und zu 51,4 Prozent weiblich.

## Bildung
Hartville R-II School District ist der Schulamtsbezirk der Stadt. Er betreibt zwei elementary schools, eine middle school und die Hartville High School.
In Hartville gibt es eine Zweigbibliothek. Sie ist Bestandteil der Wright County Library.

## Persönlichkeiten
- Walter Mitchell, Bischof des Arizona im Episkopalkirche